# Ilona Dynerman
Ilona Dynerman (ur. 16 kwietnia 1954 w Warszawie) – polska aktorka teatralna pochodzenia żydowskiego, w latach 1972-1977 aktorka Teatru Żydowskiego w Warszawie, żona Andrzeja Ozgi.
W 1972 roku ukończyła XI Liceum Ogólnokształcące im. Mikołaja Reja w Warszawie. Po zakończeniu kariery w Teatrze Żydowskim, w latach 1977-1979 występowała w Teatrze Śląskim w Katowicach, następnie w latach 1979-1981 w Teatrze im. Stefana Jaracza w Olsztynie, w latach 1981-1982 w Lubuskim Teatrze im. Leona Kruczkowskiego w Zielonej Górze i ostatecznie w latach 1983-1992 w Pracowni Teatr w Warszawie.

## Kariera
| Pracownia Teatr w Warszawie - 1991: Cztery bliźniaczki - 1988: Obiad Lubuski Teatr w Zielonej Górze - 1982: Szkarłatna wyspa - 1981: Sen nocy letniej Teatr im. Jaracza Olsztynie - 1981: Sen - 1980: Kopciuch - 1980: Czyżby? - 1980: Bolek i Lolek. Wyprawa kosmiczna jakiej świat... - 1979: Damy i huzary Teatr Śląski w Katowicach - 1978: Damy i huzary - 1977: Trzy siostry Teatr Żydowski w Warszawie - 1976: Dwaj Kunie-Lemł - 1976: Zmierzch - 1975: Dzban pełen słońca - 1973: Dybuk - 1972: Było niegdyś miasteczko | - 1979: Ślad na ziemi − dziewczyna z kuchni - 1979: Gwiazdy na dachu - 1979: Dybuk |